# Diseño mecatrónico de un vehículo ecológico
Los vehículos ecológicos son transportes cuyo uso no afecta negativamente al medio ambiente, nacen por el motivo de disminuir las emisiones de gases contaminantes.

## Introducción
Los vehículos que no dañan al medio ambiente funcionan con distintos tipos de energías propulsoras, así como motores que se han desarrollado para los combustibles alternativos. Pero aún tienen que mejorar para equipararse a un vehículo que use combustible fósil. El auge de las energías renovables y la protección del medio ambiente en todo el mundo han llevado a la utilización de varios tipos de energía con cero emisiones, tal como la solar, el hidrógeno, el aire y la energía eléctrica, en varias plataformas. Debido a que la energía utilizada en el transporte influye considerablemente el medio ambiente, los fabricantes de automóviles en todo el mundo se han centrado cada vez más en el desarrollo de vehículos propulsados por energía renovable. En particular, los vehículos eléctricos (EVs), vehículos híbridos eléctricos (HEV) y con conexión HEV han sido equipados con diferentes configuraciones o combinaciones de baterías de litio, supercondensadores, motores de avión y motores eléctricos. Para cumplir con los requisitos de emisiones cero en el futuro, la energía eléctrica, el aire y el hidrógeno son las tres opciones principales. En consideración de los costos y desarrollo de la energía del aire, la tecnología parece tener un potencial prometedor para la aplicación en vehículos ecológicos. Por lo tanto, el suministro eficiente de aire para vehículos es crucial para la comercialización.

## Diseño del sistema
Para el diseño y desarrollo de un vehículo ecológico se pueden tomar en cuenta los siguientes puntos:
- Configuración del sistema
- Hardware
- Prueba del sistema
- Especificaciones de diseño
- Esquema de control